# Consell Regional del País del Loira

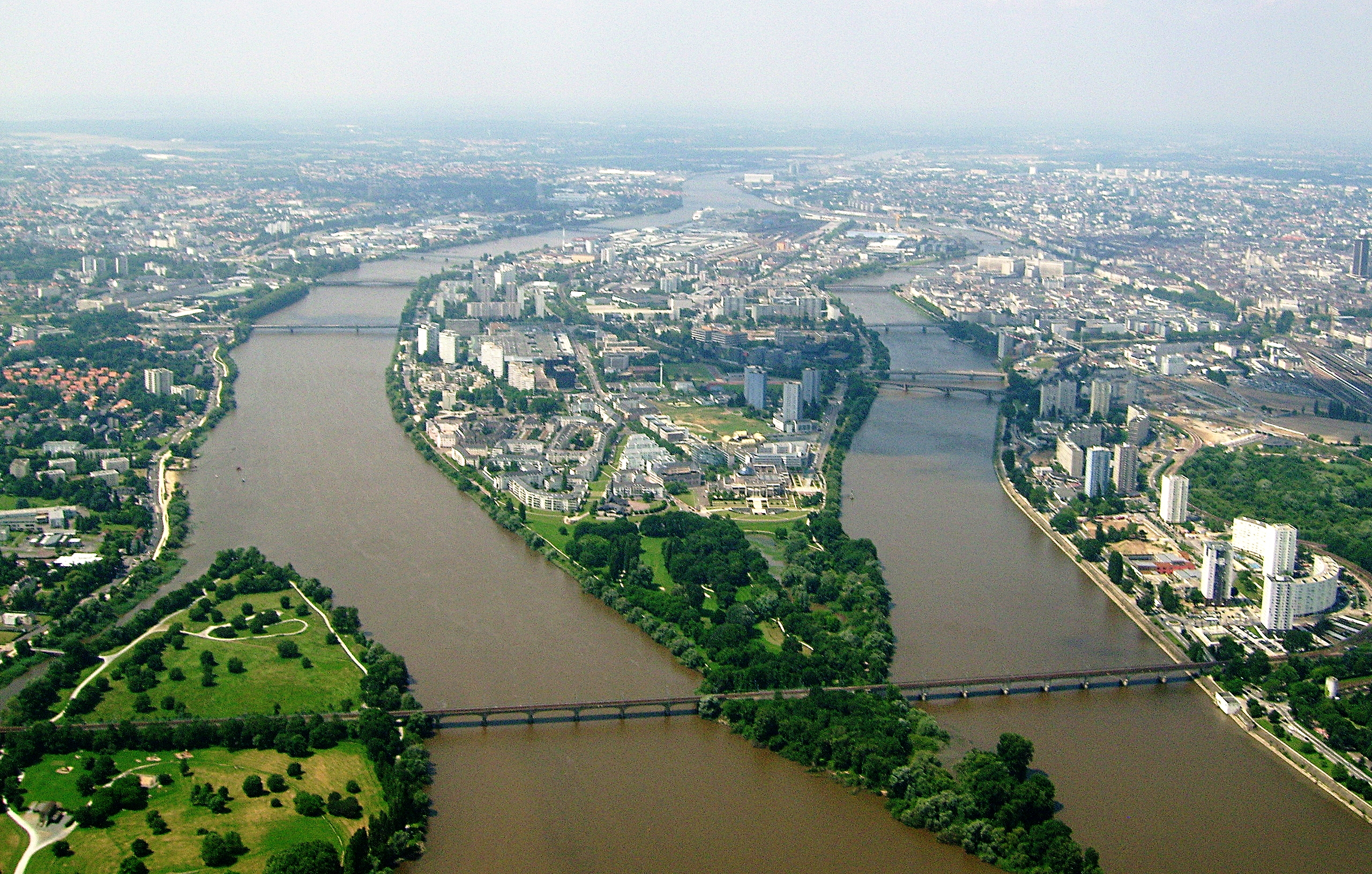
Hôtel de Région, seu del Consell Regional

El Consell regional del País del Loira és una assemblea elegida que dirigeix la regió de la País del Loira. Actualment és presidit per Christelle Morançais. Està format per 93 membres (35 pel departament de Loira Atlàntic, 19 pel de Maine i Loira, 17 pel de la Vendée i 15 pel de Sarthe 7 pel de Mayenne) elegits cada sis anys.
La seu és a Nantes, a l'Hôtel de Région, situat a la punta est de l'Illa de Nantes..

## Presidents del Consell Regional
- Vincent Ansquer (1974)
- Olivier Guichard (1974-1998)
- François Fillon (1998-2002)
- Jean-Luc Harousseau (2002-2004)
- Jacques Auxiette (2004-2015)
- Bruno Retailleau (2016-2017)
- Christelle Morançais (des del 2017)

## Composició del Consell Regional

### Eleccions regionals franceses de 2010
| Cap de llista | Cap de llista        | Llista                              | Primera volta | Primera volta | Segona volta | Segona volta | Escons | Escons |
| Cap de llista | Cap de llista        | Llista                              | #             | %             | #            | %            | #      | %      |
| ------------- | -------------------- | ----------------------------------- | ------------- | ------------- | ------------ | ------------ | ------ | ------ |
|               | Jacques Auxiette*    | PS i aliats                         | 405 105       | 34,36         | 702 188      | 56,39        | 63     | 67,74  |
|               | Jean-Philippe Magnen | EÉ Cap21                            | 160 831       | 13,64         | 702 188      | 56,39        | 63     | 67,74  |
|               | Christophe Béchu     | Majoria presidencial                | 386 479       | 32,78         | 542 989      | 43,61        | 30     | 32,26  |
|               | Brigitte Neveux      | FN                                  | 83 159        | 7,05          |              |              |        |        |
|               | Marc Gicquel         | FG – NPA - Alternatifs - FASE - R&S | 58 901        | 5,00          |              |              |        |        |
|               | Patricia Gallerneau  | MoDem – AEI                         | 53 879        | 4,57          |              |              |        |        |
|               | Eddy Le Beller       | LO                                  | 18 861        | 1,60          |              |              |        |        |
|               | Jacky Flippot        | REG (PB AEI)                        | 11 670        | 0,99          |              |              |        |        |
|               |                      |                                     |               |               |              |              |        |        |
| Inscrits      | Inscrits             | Inscrits                            | 2 551 766     | 100,00        | 2 551 894    | 100,00       |        |        |
| Abstenció     | Abstenció            | Abstenció                           | 1 321 022     | 51,77         | 1 230 519    | 48,22        |        |        |
| Votants       | Votants              | Votants                             | 1 230 744     | 48,23         | 1 321 375    | 51,78        |        |        |
| Blancs i nuls | Blancs i nuls        | Blancs i nuls                       | 52 859        | 4,21          | 76 198       | 5,77         |        |        |
| Vàlids        | Vàlids               | Vàlids                              | 1 178 885     | 95,79         | 1 245 177    | 94,23        |        |        |

* llista del president sortint

### De 2004 a 2010
Els 93 consellers estaven repartits entre els diferents grups:
- Grup dels Comunistes: 8 escons.
- Grup Socialistes, Radicals i Divers Gauche : 39 escons.
- Grup Les Verts: 13 escons.
- Grup Centrista (3 MD, 3 NC i 1 AC) : 7 escons.
- Grup Union del País del Loira (24 UMP, 1 NC i 1 AC) : 26 escons.

El president és el socialista Jacques Auxiette.

### De 1998 a 2004
Els 93 consellers es repartiren:
- 1 d'extrema esquerra
- 29 de l'esquerra plural
- 3 divers gauche
- 3 de CPNT
- 44 de RPR - UDF
- 6 divers droite
- 7 del FN

Fou elegit president François Fillon (Dreta) fins a 2002 (dimití per a formar part del govern francès), després Jean-Luc Harousseau (Dreta)

### De 1992 a 1998
- 4 d'extrema esquerra
- 18 du MRG-PS
- 7 des Verts
- 7 de Generació Ecologia
- 1 de CPNT
- 48 de la UPF
- 8 du FN

Fou elegit president Olivier Guichard (UPF)

### De 1986 a 1992
- 5 del PCF
- 31 del PS
- 3 divers gauche
- 49 de RPR - UDF
- 2 divers droite
- 3 del FN

Fou elegit president Olivier Guichard (Dreta)